# Parafia św. Barbary w Łęcznej
Parafia św. Barbary w Łęcznej – rzymskokatolicka parafia w Łęcznej, należąca do Archidiecezji lubelskiej i Dekanatu Łęczna. Została erygowana w 1989 roku.

## Zasięg parafii
Do parafii należą wierni z Łęcznej mieszkający przy ulicach: Akacjowej, Armii Krajowej, Bogdanowicza, Jana Pawła II, Jaśminowej, Legionistów, Leśnej, Obrońców Pokoju, Orląt Lwowskich, Patriotów Polskich, Sikorskiego, Spacerowej, Wierzbowej, Wiklinowej, Wiosennej, Wojska Polskiego, Wrzosowej oraz wierni z miejscowości Sufczyn.

## Historia parafii
Od 1985 istniał w Łęcznej punkt duszpasterski przy tymczasowej kaplicy św.  Barbary. Parafia św. Barbary powstała 21.11.1989 w wyniku podziału parafii św. Marii Magdaleny dla potrzeb szybko rozrastającego się miasta. Tworzeniem nowego ośrodka duszpasterskiego, na polecenie ks. bpa Bolesława Pylaka, zajął się ks. Piotr Kurowski. W 1987 odpowiedzialność za budowę i rozwój duchowy parafii przejął ks. Adam Lewandowski.  Od 1.09.1990 posługę w parafii rozpoczęły siostry Franciszkanki Misjonarki Maryi. Od 1997 roku funkcję proboszcza zaczął pełnić ks. Stanisław Zając. W 1998 została przeprowadzona pierwsza misja parafialna. Proboszczem parafii w 2005 został ks. Andrzej Lupa.